# Język grecki

Wyraz „Grecja” napisany po nowogrecku

Wyraz „Cypr” napisany po nowogrecku

Język grecki, greka (stgr. Ἑλληνικὴ γλῶττα, Hellenikè glõtta; nowogr. ελληνική γλώσσα, ellinikí glóssa lub ελληνικά, elliniká) – język indoeuropejski z grupy helleńskiej, w starożytności ważny język basenu Morza Śródziemnego. W kulturze europejskiej zaadaptowany, obok łaciny, jako język terminologii naukowej, wywarł wpływ na wszystkie współczesne języki europejskie, a także część pozaeuropejskich i starożytnych. Od X wieku p.n.e. zapisywany jest alfabetem greckim.
Obecnie, jako język nowogrecki, pełni funkcję języka urzędowego w Grecji i Cyprze. Jest też jednym z języków oficjalnych Unii Europejskiej. Po grecku mówi współcześnie około 15 milionów ludzi. Język grecki jest jedynym żywym językiem helleńskim.

## Etymologia nazwy
Określenia „język grecki”, „greka” pochodzą od Rzymian, którzy nazywali ten język po łacinie lingua Graeca. Nazwa stosowana przez samych Greków w grece klasycznej brzmiała ἡ Ἑλληνικὴ γλῶττα = he Hellenikè glõtta (nowogr. η Ελληνική γλώσσα = i Ellinikí glóssa lub τα Ελληνικά = ta Elliniká), co można by przetłumaczyć jako „język helleński”.

## Fazy rozwoju
Termin „język grecki” jest z naukowego punktu widzenia mało precyzyjny, ponieważ może się odnosić do kilku faz rozwojowych języka, z których każda posiada własną nazwę. Może więc odnosić się do następujących bardziej szczegółowych terminów:
- język mykeński – najwcześniejsza potwierdzona faza rozwojowa języka greckiego, używana w okresie ok. 1600 r. p.n.e. do ok. 1200 r. p.n.e., najprawdopodobniej głównie na terenach Krety, wysp Morza Egejskiego i Peloponezu; znany z tabliczek zapisanych pismem linearnym B;
- język grecki archaiczny – znany przede wszystkim w swoim późnym stadium z dzieł Homera, używany po upadku cywilizacji mykeńskiej w „okresie ciemnym” i okresie archaicznym starożytnej Grecji; w okresie greki archaicznej ukształtowały się liczne dialekty, znane z późniejszych tekstów klasycznych;
- język grecki klasyczny – silnie zróżnicowany dialektalnie, używany w okresie klasycznym w starożytnej Grecji; w węższym znaczeniu termin ten odnosi się tylko do dialektu attyckiego[1]; język bogatej literatury, zaświadczony zwłaszcza w dialekcie attyckim;
- greka koine – język używany w okresie hellenistycznym starożytnej Grecji, powstały w wyniku wymieszania się różnych dialektów greki klasycznej (z przewagą dialektu attyckiego) z naleciałościami z łaciny i języków anatolijskich; w grece koine spisany był Nowy Testament;
- język średniogrecki (greka bizantyjska) – używany w okresie Bizancjum, rozwinął się z greki koine – luźne dialekty mówione, bardzo różniące się od języka literackiego;
- katharewusa („greka oczyszczona”) – język nawiązujący do greki klasycznej, sztucznie stworzony przez językoznawców po odzyskaniu niepodległości przez Grecję w XIX wieku; z założenia miał to być ogólnonarodowy język literacki, oczyszczony z naleciałości tureckich;
- język nowogrecki, inaczej demotyk (δημοτική = dimotikí, demotyk) – używany obecnie, głównie na terytorium Grecji i Cypru, współczesny standard literacki powstał w wyniku zmieszania się dialektów mówionych języka greckiego z formami zaproponowanymi w katharewusie; demotyk mówiony rozpada się na kilka dialektów; w szerszym znaczeniu termin ten odnosi się do wszystkich pobizantyjskich odmian języka greckiego łącznie z katharewusą i językami griko, cakońskim, kapadockim i pontyjskim (uważanymi wówczas za dialekty nowogreckie, choć o innej historii niż demotyk).

Poniżej przedstawiono uproszczony schemat historii rozwoju poszczególnych odmian języka greckiego:
| mykeński † |  |                    |  |                   |  |          |  |         |  |                                     |  |                                                         |  |
|            |  |                    |  |                   |  |          |  |         |  |                                     |  |                                                         |  |
|            |  | greka archaiczna † |  |                   |  |          |  |         |  |                                     |  |                                                         |  |
|            |  |                    |  |                   |  |          |  |         |  |                                     |  |                                                         |  |
|            |  |                    |  |                   |  |          |  |         |  |                                     |  |                                                         |  |
|            |  |                    |  | greka klasyczna † |  |          |  |         |  |                                     |  |                                                         |  |
|            |  |                    |  |                   |  |          |  |         |  |                                     |  |                                                         |  |
|            |  |                    |  |                   |  |          |  |         |  |                                     |  |                                                         |  |
|            |  |                    |  |                   |  |          |  | koine † |  |                                     |  |                                                         |  |
|            |  |                    |  |                   |  |          |  |         |  |                                     |  |                                                         |  |
|            |  |                    |  |                   |  |          |  |         |  |                                     |  |                                                         |  |
|            |  |                    |  |                   |  |          |  |         |  | średniogrecki † (greka bizantyjska) |  |                                                         |  |
|            |  |                    |  |                   |  |          |  |         |  |                                     |  |                                                         |  |
|            |  |                    |  |                   |  |          |  |         |  |                                     |  |                                                         |  |
|            |  |                    |  |                   |  |          |  |         |  |                                     |  | kapadocki                                               |  |
|            |  |                    |  |                   |  |          |  |         |  |                                     |  |                                                         |  |
|            |  |                    |  |                   |  |          |  |         |  |                                     |  |                                                         |  |
|            |  |                    |  |                   |  |          |  |         |  |                                     |  | nowogrecki (demotyk, katharewusa, współczesne dialekty) |  |
|            |  |                    |  |                   |  |          |  |         |  |                                     |  |                                                         |  |
|            |  |                    |  |                   |  |          |  |         |  |                                     |  |                                                         |  |
|            |  |                    |  |                   |  |          |  |         |  | pontyjski                           |  |                                                         |  |
|            |  |                    |  |                   |  |          |  |         |  |                                     |  |                                                         |  |
|            |  |                    |  |                   |  |          |  |         |  |                                     |  |                                                         |  |
|            |  |                    |  |                   |  |          |  |         |  | jewanik †                           |  |                                                         |  |
|            |  |                    |  |                   |  |          |  |         |  |                                     |  |                                                         |  |
|            |  |                    |  |                   |  |          |  |         |  |                                     |  |                                                         |  |
|            |  |                    |  |                   |  | cakoński |  |         |  |                                     |  |                                                         |  |
|            |  |                    |  |                   |  |          |  |         |  |                                     |  |                                                         |  |
|            |  |                    |  |                   |  |          |  |         |  |                                     |  |                                                         |  |
|            |  |                    |  |                   |  | griko    |  |         |  |                                     |  |                                                         |  |
|            |  |                    |  |                   |  |          |  |         |  |                                     |  |                                                         |  |